# Rollercoaster Tour
El Rollercoaster Tour fue una gira de conciertos coencabezada en 1992 por la banda inglesa de britpop Blur, la banda estadounidense de indie rock Dinosaur Jr., la banda de rock alternativo irlandés-inglés My Bloody Valentine y la banda escocesa de noise pop Jesus and Mary Chain. Una gira de una etapa de 11 fechas por el Reino Unido, la gira fue en apoyo de los lanzamientos actuales de las cuatro bandas: el álbum debut de Blur Leisure (1991), el cuarto álbum de Dinosaur Jr. Green Mind (1991), segundo álbum de My Bloody Valentine Loveless (1991) y el cuarto álbum de The Jesus & Mary Chain Honey's Dead (1992).
La gira fue comisariada por el vocalista de Jesus and Mary Chain Jim Reid, quien "quería romper con la rutina" de actuar en lugares pequeños, donde se toca con frecuencia, como en el Rock City de Nottingham - y "abastece a todas las ramas de la música rock independiente". Reid se inspiró en el Rollercoaster Tour y lo consideró un equivalente británico del festival norteamericano Lollapalooza, en el que actuó Jesus and Mary Chain en 1991 y que consideró "bastante desastroso". Cada banda tocó un set de 45 minutos sin bis y la formación cambiaba cada noche del gira, aunque The Jesus and Mary Chain actuó como acto final en las 11 fechas.
My Bloody Valentine cesó sus presentaciones en vivo en el Reino Unido después de la gira y no volvió a tocar hasta su gira de reunión de 2008. El set de la banda, que terminó con la sección de ruido blanco de su canción "You Made Me Realize", supuestamente causó que los vasos de pinta de los asistentes se cayeran de sus manos debido a una excesiva presión de nivel en el sonido. Reflexionando sobre la gira, Jim Reid se refirió a ella como "mucho [como una] competencia: ¿quién podría ser el más ruidoso? ¿De quién fue el mejor programa de cine? Y luego estaba, quién podría estar más loco y aún presentar un programa?" El Rollercoaster EP, que contiene material de Blur, My Bloody Valentine, Dinosaur Jr. y Jesus and Mary Chain, se publicó en Melody Maker en marzo de 1992 para promover la gira.
La etapa norteamericana de la gira tuvo lugar en el otoño de 1992 y contó con the Jesus and Mary Chain, Curve y Spiritualized.

## Fechas
| Día                 | Ciudad      | País       | Sede                       |
| ------------------- | ----------- | ---------- | -------------------------- |
| Reino Unido         |             |            |                            |
| 24 de marzo de 1992 | Manchester  | Inglaterra | Manchester Apollo          |
| 25 de marzo de 1992 | Glasgow     | Escocia    | SECC                       |
| 27 de marzo de 1992 | Whitley Bay | Inglaterra | Whitley Bay Ice Rink       |
| 28 de marzo de 1992 | Sheffield   | Inglaterra | Sheffield Arena            |
| 30 de marzo de 1992 | Plymouth    | Inglaterra | Plymouth Pavilions         |
| 1 de abril de 1992  | Brighton    | Inglaterra | Brighton Centre            |
| 3 de abril de 1992  | Cardiff     | Gales      | Wales National Ice Rink    |
| 4 de abril de 1992  | Birmingham  | Inglaterra | National Exhibition Centre |
| 5 de abril de 1992  | Londres     | Inglaterra | Brixton Academy            |
| 6 de abril de 1992  | Londres     | Inglaterra | Brixton Academy            |
| 7 de abril de 1992  | Londres     | Inglaterra | Brixton Academy            |

## Rollercoaster EP
Rollercoaster EP es un Extended play que se distribuyó gratuitamente en una edición de marzo de 1992 de Melody Maker en apoyo del Rollercoaster Tour. Incluye cuatro canciones, que son pistas individuales del segundo álbum de Blur Modern Life Is Rubbish (1993), el segundo álbum de My Bloody Valentine Loveless (1991), el cuarto álbum de The Jesus & the Mary Chain Honey's Dead (1992) y una versión en vivo de una canción del tercer álbum de Dinosaur Jr. Bug (1987).
| N.º | Título                                   | Performer                | Duración |  |
| 1.  | «Resigned» (de Modern Life is Rubbish)   | Blur                     | 5:14     |  |
| 2.  | «The Post» (live, originalmente por Bug) | Dinosaur Jr.             | 3:59     |  |
| 3.  | «Only Shallow» (editado, de Loveless)    | My Bloody Valentine      | 3:43     |  |
| 4.  | «Teenage Lust» (de Honey's Dead)         | The Jesus and Mary Chain | 3:06     |  |